# Stéphane Tritz
Stéphane Tritz (* 25. Februar 1987 in Straßburg) ist ein französischer ehemaliger Fußballspieler.

## Karriere
Stéphane Tritz begann mit dem Fußballspielen in der Jugend seines Heimatvereins Racing Straßburg. Nach einem Abstecher in die zweite Mannschaft kam er 2007 in die Profimannschaft, die zu dieser Zeit in der Ligue 1 spielte, blieb dort aber ohne jeden Punktspieleinsatz. 2008 verließ er nach dem Abstieg in die Ligue 2 die Straßburger und ging zum elsässischen Lokalrivalen, den Amateuren von SR Colmar. Nach einem Jahr ging er zum Drittligisten Rodez Aveyron Football. Ein weiteres  Jahr später ging er in die Ligue 2 zum FC Tours. Sein Debüt, das zugleich auch sein Debüt auf Profiebene war, gab er am 4. Oktober 2010 im Spiel gegen den FC Metz (2:2). Im Sommer 2013 lief sein Vertrag in Tours aus; er war danach ein halbes Jahr ohne Verein, ehe ihn Anfang 2014 der rumänische Erstligist Oțelul Galați unter Vertrag nahm. Nach einer halben Saison in Rumänien kehrte er Juni 2014 nach Frankreich zurück und schloss sich Stade Brest an.
Im Sommer 2015 wechselte Tritz nach Deutschland in die 3. Liga zu Preußen Münster. Nach Ende seiner Vertragslaufzeit wechselte er zur Winterpause 2018/19 zu Wormatia Worms in die Regionalliga Südwest. Bereits im Sommer 2019 erfolgte sein Wechsel in die Oberliga Baden-Württemberg zum SV Oberachern. Im Elsass spielte er anschließend zwei Jahre für SC Schiltigheim.